# الخوجياني
الخوجياني أو خوجياني، هي إحدى قبائل كارلاني من شعب البشتون التي يعود أُصولها للشُّعوب الإيرانيَّة. نشأت القبيلة في منطقة خوجياني في مقاطعة ننكرهار في أفغانستان. تقع منطقة خوجياني في شرقي مقاطعة ننكرهار في أفغانستان، بالقرب من مدينة جلال آباد وسلسلة جبال البيضاء.

مناطق ننكرهار.

في السابق، كان اسم القبيلة خاكواني أو خاقواني، وكان مستخدمًا على نطاق واسع. ولا يزال ساريًا في شبه القارة الهندية.

## خلفية
الجذر القبلي الخوجياني هو الكارلانيين من البشتون. في الأصل الفولكلوري لاتحاد قبيلة كارلاني، تُشكل الخوجياني جزءًا منها، كارلاني (بالبشتوية: کرلاڼي)‏.
تتكون قبيلة خوجياني نفسها من خمس عشائر: محسن زاي، ودولت زاي، ومعروف زاي، وصائب زاي، وشوبان زاي.
غالبًا ما كان الخوجيانيون من سكان الجبال، ومتورطين في حروب ضد قبائل شينواري البشتونية وغلزاني. تتمتع قبائل كارلاني بشكل عام بسمعة طيبة بين قبائل البشتون الأخرى كمقاتلين ماهرين بشكل خاص. يؤكد الكارلانيين أنفسهم أنهم لم يتم إخضاعهم أبدًا من قبل قوة أجنبية وأنهم يواصلون عيش حياتهم وفقًا لتقاليد قديمة لم تتغير.

## شخصيات مهمة
لدى الخُوجيانيين ضريحًا صُوفيًا يُدعى حضرة جوبان خان خوجياني وهو مشهورًا ويقع ضريحه في غزنة.

### أشخاص من
- نواب علي محمد خان خاكواني
- نواب حاج غلام مصطفى خان خاكواني
- نواب حاج غلام قادر خان خاكواني
- نواب محمد يار خان خاكواني
- نواب حافظ خودا بكش خان خاكواني
- نواب أحمد يار خان خاكواني
- نواب حميد يار خان خاكواني
- خان عبد الجلال خان

## أنظر أيضا
- البنجاب
- تاريخ أفغانستان
- تاريخ البنجاب